# Іменинниця (фільм)
«Іменинниця» (англ. Birthday Girl) — британсько-американська авантюрна комедійна драма режисера Джеза Баттерворта, яка вийшла в світовий прокат у 2001 році.

## Сюжет
Джон (Бен Чаплін), самотній англієць, який працює в банку, знайомиться в інтернеті з російською дівчиною Надєю (Ніколь Кідман) і запрошує її до себе. Попри свою недовірливість, він швидко сходиться із сексуальною героїнею, хоч вона й не знає жодного слова англійською, а Джон — не розуміє російської. Джон не вірить, що йому так поталанило. Незабаром настає день народження Наді, на який вона запрошує двох хлопців, представивши їх Джону як свого брата Юрія і його друга Олексія. З цього моменту звичайний клерк опинився втягнутим у кримінальну аферу.
Наступного дня Олексій бере Надю в заручники в будинку Джона і вимагає за неї викуп. Джон, який уже встиг закохатися в дівчину, згодний на все — бандити змушують його обікрасти банк, в якому він працював протягом 10 років. Однак віддавши гроші Олексію, Джон розуміє, що Надя обдурила його і заручницю вона лише вдавала, більше того, Олексій — її коханець. Таким способом бандити змусили молодика вчинити злочин — як виявилося, Джон був не першою жертвою трійці аферистів, яка зникла, отримавши, що хотіла, і залишила Джона голим та прив'язаним до унітазу в готелі.
Нарешті Джону вдається звільнитися. Він знаходить зв'язану Надю і довідується, що Олексій кинув дівчину, дізнавшись, що вона чекає від нього дитину. Джон розв'язує дівчину, і між ними відбувається розмова. З'ясовується, що насправді її звати Софія і вона прекрасно говорить англійською.
Джон збирається здати дівчину поліції, щоб очистити своє ім'я перед колегами та керівництвом банку. Та далебі, він дуже сильно закохався в Надю. Відмовившись від її пропозиції разом втекти до Росії, він залишає її в аеропорті. Там дівчину викрадає Олексій, який вирішив, що хоче виховувати свою дитину. Джон вирішує врятувати Софію: він викрадає у аферистів гроші, звільняє Надю, чи то пак Софію, як вона себе називає. Вони разом відлітають до Росії.

## В ролях
- Ніколь Кідман — Надя/Софія
- Бен Чаплін — Джон
- Венсан Кассель — Олексій
- Матьє Кассовіц — Юрій
- Бен Міллер — консьєрж
- Марк Ґетісс — Портер

## Цікаві факти та ляпи
- Зйомки фільму відбувалися в Англії та Австралії з серпня по листопад 1999 року.
- Жоден з акторів, так само й режисер, не говорять російською.
- Щоб перевтілитися в російську дівчину, Ніколь Кідман вирушила до Російського Посольства в Австралії, щоб їй допомогли вивчити кілька фраз російською мовою. Тепер вона вміє лаятися по-російськи і може викликати таксі російською.
- В одній зі сцен, коли Джон б'є Олексія гітарою, можна помітити, що гітара навіть не зачепила актора.
- Між сценами, в яких Джон залишає аеропорт і дістається готелю, переслідуючи таксі, помітно, що актор поголився.